# Reggiane Re.2000
Caproni-Reggiane Re.2000 Falco I là một loại máy bay tiêm kích đánh chặn, một tầng cánh, cánh thấp, làm hoàn toàn bằng kim loại của Italy; nó được sử dụng vào thời gian đầu của Chiến tranh thế giới II. Nó chỉ được chế tạo với số lượng ít, có tính năng tương đương với loại Seversky P-35. Nó đã chứng minh mình là một loại máy bay có kỹ thuật tiên tiến, khả năng khí động và cân bằng tốt, nhưng không phải là không có khuyết điểm.
Dù có một số khả năng vượt trội so với các loại máy bay tiêm kích hiện đại của Italy cùng thời như Fiat G.50 và Macchi C.200, nhưng Re.2000 bị xem như không đạt tiêu chuẩn của quân đội Italy. Do đó, các nhà sản xuất đã chọn hướng xuất khẩu Re.2000 và gần như các sản phẩm đầu tiên đều bán cho không quân Thụy Điển và Không quân Hungaria hơn là Regia Aeronautica (Không quân Italy).

## Biến thể

### Phiên bản của Italia
Re.2000
Mẫu thử đầu tiên, 1 chiếc.
Re.2000 Serie I
Phiên bản sản xuất, 157 chiếc.
Re.2000 Serie II
Phiên bản trang bị cho tàu chiến, 10 chiếc. Serie II có động cơ 1.025 hp Piaggio P.XIbis.
Re.2000 (GA) Serie III
Tiêm kích tầm xa, 12 chiếc.

### Phiên bản của Hungaria
Héja I
Tên định danh của Hungaria cho Serie I.
Héja II
Tên định danh của Hungaria cho Serie I cải tiến chế tạo theo giấy phép. Héja II có động cơ 986 hp WMK 14 và 2 khẩu súng máy 12,7 mm Gebauer.

## Quốc gia sử dụng
Đức
- Luftwaffe

 Hungary
- Không quân Hoàng gia Hungaria

 Ý
- Regia Aeronautica

 Thụy Điển
- Không quân Thụy Điển

## Tính năng kỹ chiến thuật (Re.2000 Serie I)

Reggiane Re.2000

RE 2000...The 'State-of-the-Art' Reggiane 

### Đặc điểm riêng
- Tổ lái: 1
- Chiều dài: 7,99 m (26 ft 2½ in)
- Sải cánh: 11,00 m (36 ft 1 in)
- Chiều cao: 3,20 m (10 ft 5⅞ in)
- Diện tích cánh: 20,40 m² (219.6 sq ft)
- Trọng lượng rỗng: 2.090 kg (4.585 lb)
- Trọng lượng có tải: 2.839 kg (6.259 lb)
- Động cơ: 1 × Piaggio P.XI RC 40, công suất 986 hp (736 kW) (1000 CV)

### Hiệu suất bay
- Vận tốc cực đại: 530 km/h (268 knots, 329 mph)
- Vận tốc hành trình: 440 km/h (237 knots, 273 mph)
- Tầm bay: 545 km (296 nmi, 340 mi)
- Trần bay: 11.200 m (36.745 ft)
- Vận tốc lên cao: 4.000 m (13.125 ft) trong 4 phút

### Vũ khí
- 2 khẩu súng máy Breda-SAFAT 12,7 mm